# عزلة بني شيبه الشرق
عزلة بني شيبه هي إحدى عزل مديرية الشمايتين  تقع في محافظة تعز اليمنية ورمز القبيلة  744 ويبلغ عدد سكانها +100 الف نسمة حسب التعداد السكاني في اليمن لعام 2004.
بني شيبه تعز أو بني شيبان، قبيلة عربية يمنية. نبغ منها المثنى بن حارثة الشيباني، أحمد بن حنبل وهو إمام الحنابلة وإمام أهل السنة ويزيد بن مزيد، وغيرهم من العلماء.

## إسلام القبيلة
كانت قبيلة بنو شيبان تسافر من الفرات إلى مكة  كل عام بقصد التجارة، وكان قائدهم شيبان بن ثعلبة يذهب للتجارة بألف فارس من قبيلته شيبان. وفي إحدى رحلاته كانت البعثة النبوية في بداياتها في الجزيرة العربية، وعندما كان شيبان في مكة توجه إليه رسول الله () لعلمه ما لهذه القبيلة من صدق وأمانة وبطولة وشجاعة، فقال لهم رسول الله (ﷺ) وهو يخاطب قائدهم شيبان: «أدعوكم إلى شهادة ألا إله إلا الله وحده لا شريك الله، وأني عبد الله ورسوله، وأن تؤووني وتنصروني فقريشا قد تظاهرت علي.»، فرد عليه شيبان: «يا رسول الله دعوت إلى مكارم الأخلاق ومحاسن الأعمال، ولقد أفك قوم كذبوك وظاهروا عليك».
برز من بني شيبان في الجزيرة العربية «أبو السرايا الشيباني»، وكان له دور خطير ضد الدولة العباسية، حيث كان شيعيا  ومن معه، بايعوا بعض آل البيت. وهو من ولد هاني بن مسعود الشيباني. ورد فيه: «إنَّ اللَّهَ يُحِبُّ الَّذِينَ يُقَاتِلُونَ فِي سَبِيلِهِ صَفًّا كَأَنَّهُم بُنيَانٌ مَّرْصُوصٌ» (الآية 4 من سورة الصف). كتبت  الآية السابقة  على دراهم أبي السرايا السري بن منصور الشيباني والمضروبة بالكوفة سنة 199هـ. منها درهم في إحدى المجموعات الخاصة، وثلاثة دراهم في متحف قطر الوطني، ودرهم في جمعية النميات الأمريكية بنيويورك، ودرهم في متحف الآثار بإسطنبول، وتتشابه نصوص كتابات هذه الدراهم، وهي على النحو التالي: مركز الوجه : (لا إله إلا الله -وحده – لا شريك له) هامش: (بسم الله ضرب هذا الدرهم بالكوفة سنة تسع وتسعين ومئة)؛ مركز الظهر: (فاطمي – محمد – رسول – الله – الأصفر) هامش: (إن الله يحب الذين يقاتلون في سبيله صفاً كأنهم بنيان مرصوص).
```
والأصفر: هو لقبه، وقد ورد على 
كسوة للكعبة
 بعث بها إلى الحسين بن الحسن الأفطس عامله على مكة أثناء خروجه، وكتب عليها: (أمر به الأصفر ابن أبي الأصفر أبو السرايا داعية آل محمد لكسوة بيت الله الحرام، وأن يطرح عنه كسوة الظلمة من ولد العباس ليطهر من كسوتهم. وكتب في سنة تسع وتسعين ومئة) وكان قد اتخذ اللون الأصفر شعارا له، فكانت رايته يوم دخل الكوفة علمين أصفرين. قاد أبو السرايا ثورة علوية ضد 
الخلافة العباسية
 في 
الكوفة
، وكان يدعو لمحمد بن إبراهيم بن إسماعيل بن الحسن بن الحسن بن علي بن أبي طالب، المعرف بابن طباطبا، واستولى على الكوفة في جمادى الآخرة سنة 199هـ ديسمبر 815 وبعد وفاة 
ابن طباطبا
 في رجب سنة 199 للهجرة، أقام أبو السرايا مكانه محمد بن محمد بن زيد بن علي بن الحسين بن علي بن أبي طالب، وانتهت أخبار أبي السرايا بالقبض عليه و تم قتله في ربيع الأول من سنة 200هـ .وكما يظهر على الدرهم فإن أبا السرايا لم يذكر عليه اسم ابن طباطبا ولا خليفته. متخذا منهما واجهة شرعية لدولته فقط.
```

## روابط خارجية
- الجهاز المركزي للإحصاء بالجمهورية اليمنية
- المركز الوطني للمعلومات باليمن
- World Gazetteer:Yemen
- الدليل الشامل